# Вулиця Гоголя (Ніжин)
Вулиця Гоголя (Гоголівська вулиця) — історично найстаріша вулиця Ніжина, що з'єднує адміністративний центр міста з історичним центром — територією Ніжинського ринку, на місці якого розташовувався Ніжинський замок.

## Історія
Початок утворення вулиці Гоголя був тісно пов'язаний з розвитком міста Ніжина. За часів польсько-литовської доби наприкінці XVI — першої чверті XVII ст., містотворчим центром був Ніжинський замок (зараз територія Ніжинського ринку). Від стін замку починалися транзитні шляхи: Московський та Київський. Московський шлях пролягав на північ, через Борзну, Батурин, Глухів й далі, до Москви. Від Київської брами міських укріплень починався Київський шлях — на південь, до Києва. Цей шлях мав відгалуження на Прилуки, Пирятин і далі, до Таврії та Криму. Саме територія між Ніжинським замком та Київською брамою стала місцем формування сучасної вулиці Гоголя.
На початку свого існування вулиця була коротше за сучасну і простягалася від Соборної площі, котра з´явилася в другій половині XVIII ст. на місці незабудованого простору поза укріпленнями, який у мирний час використовували для ведення торгівлі. У той час вулиця носила назву Московської, як згадка про те, що вона колись була частиною транзитного шляху між Києвом та Москвою.
На початку XVIII ст. митрополит Рязанський і Муромський Стефан Яворський придбав кілька садиб, що межували з Соборною площею. На території цих садиб у 1702 році коштом Стефана Яворського та гетьмана Івана Мазепи було почато будівництво собору на честь Різдва Пресвятої Богородиці (освячений у 1716 році). Того ж року зусиллями Стефана Яворського на цьому ж місці було засновано Благовіщенський чоловічий монастир. Заснована обитель зайняла цілий міський квартал. У південно-східній частині монастиря у другій половині XVIII ст. були збудовані келії, а в першій половині XIX ст. вздовж усієї південної частини — монастирські лавки з надбудованою теплою церквою та дзвіницею з боку келій (будівництвом ще одного корпусу келій у 1750 році було відділено монастир від міської забудови з північної сторони).
На початку XIX ст. Московська вулиця отримала покриття: від Соборної площі і до початку Київського шляху її вимостили довгими тесаними колодами, що фіксувалися довгими залізними костилями (довжина — більше 50 см), що були забиті в землю. Колоди мостили поперек вулиці, однак негода і навантаження від гужового транспорту призводили до нівечення дорожнього покриття. Колоди ламалися, деформувалися і через це утворювалися щілини та вибоїни. У зв'язку з замощенням цими колодами Московська вулиця набула ще однієї назви — Мостова.
У середині XIX ст. міська влада Ніжина вирішила перетворити територію вздовж вулиці на сквер — від Соборної площі до східної окраїни Благовіщенського монастиря (сучасна вулиця Стефана Яворського). Ця ідея належала В. В. Тарновському-старшому, що був на той час предводителем дворян Ніжинського повіту. На честь В. В. Тарновського сквер отримав назву як сквер Тарновського (зараз сквер Гоголя).
Своє сучасне найменування пов´язане з ім´ям Миколи Гоголя вулиця отримала у 1881 році., коли міська влада вирішила надати офіційні назви деяким вулицям і площам міста. Вулиця отримала назву Гоголівської.
Наприкінці XIX ст. Гоголівська вулиця набуває рис центральної та головної вулиці міста. Вулиця була забудована цегляними спорудами нежитлового призначення. Саме в цей час були споруджені одноповерхові та двоповерхові крамниці, двоповерховий будинок жіночої гімназії Кушакевичів. На вулиці також були розташовані: будинок повітового дворянського зібрання, будинок міського кредитного банку та купецький клуб. В цей же час вулицю замостили бруківкою.
На початку XX ст. Гоголівська вулиця складала цілісний архітектурно-містобудівний ансамбль.
За радянських часів назву вулиці було дещо змінено — на вул. Гоголя. В цей же період почалась руйнація архітектурного комплексу вулиці Гоголя. Через антирелігійну політику влади була знищена низка споруд культового характеру.
У часи Другої світової війни у 1941 та 1943 роках вулиця зазнала певних руйнувань. Під час відступу німецьких військ у 1943 році постраждали будинок дворянського зібрання та цегляна крамниця поруч із ним, сгоріли дерев´яна крамниця на розі вулиць Гоголя і Луначарського (зараз вулиця Стефана Яворського). Після визволення міста їх не відновлювали і знесли, спорудивши кілька будівель в радянському стилі.
У повоєнний час вулиця Гоголя була продовжена за рахунок Соборної площі. Спалені одноповерхові цегляні крамниці з будівлі Ніжинського магістрату (30-ті роки ХІХ ст.) радянська влада вирішила не відновлювати, а влаштувала ще один сквер, вздовж якого було продовжено вулицю Гоголя до початку вулиці Червоних партизан (сучасна вулиця Московська).
У наш час вулиця Гоголя є пішохідною зоною.

## Пам'ятки архітектури та історії

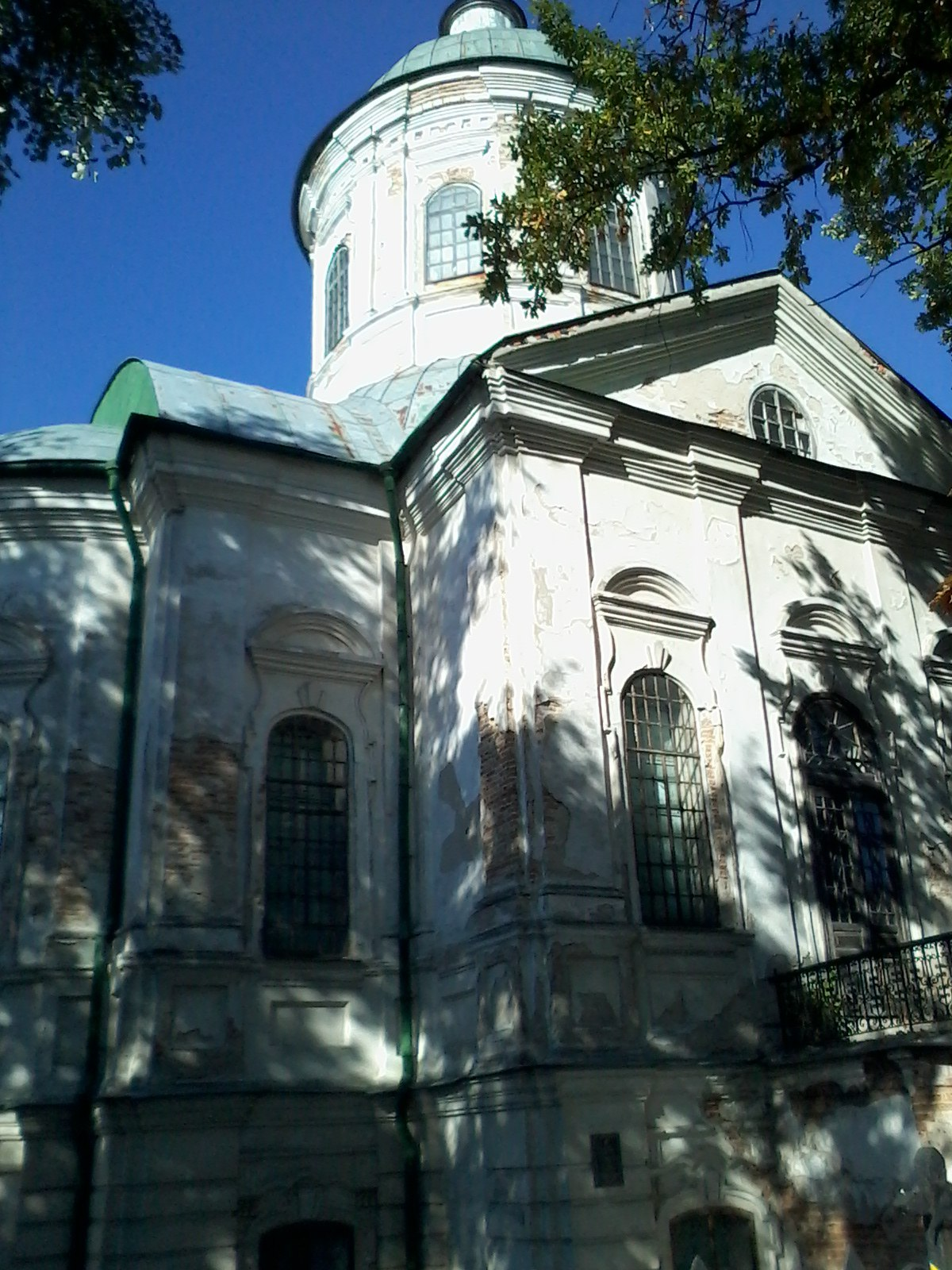
Церква Іоана Богословаі по вул. Гоголя

Вздовж вулиці Гоголя в Ніжині розташовано низку пам'яток історії та архітектури:
- Будівлі торговельних рядів (кінця ХІХ — початку ХХ ст.)
- Будівля жіночої гімназії П. І. Кушакевич
- Церква Іоанна Богослова
- Благовіщенський монастир
- Миколаївський собор